# Tippmix Budapest Grand Prix 2003
Tippmix Budapest Grand Prix 2003 — жіночий тенісний турнір, що проходив на відкритих кортах з ґрунтовим покриттям у Будапешті (Угорщина). Належав до турнірів 5-ї категорії в рамках Туру WTA 2003. Турнір відбувся вдев'яте і тривав з 14 до 20 квітня 2003 року. Друга сіяна Магі Серна здобула титул в одиночному розряді й отримала 16 тис. доларів США.

## Фінальна частина

### Одиночний розряд
Магі Серна —  Алісія Молік 3–6, 7–5, 6–4
- Для Серни це був 2-й титул в одиночному розряді за рік і 3-й — за кар'єру.

### Парний розряд
Петра Мандула /  Олена Татаркова —  Кончіта Мартінес Гранадос /  Тетяна Перебийніс 6–3, 6–1